# USS Altamaha (CVE-18)
Авіаносець «Олтамаго» (англ. USS Altamaha (CVE-18)) — ескортний авіаносець США часів Другої світової війни типу «Боуг» (1 група, тип «Attacker»).

## Історія створення
Авіаносець «Олтамаго» був закладений 19 грудня 1941 року на верфі «Seattle-Tacoma Shipbuilding Corporation». Спущений на воду 22 травня 1942 року, вступив у стрій 15 вересня того ж року.

## Історія служби
Після вступу у стрій протягом 1942 року - середини 1944 року авіаносець «Олтамаго» використовувався як авіатранспорт для перевезення літаків зі США на острови Тихого океану.
У вересні-грудні 1944 року він здійснював перевезення літаків для потреб тактичної групи  TF38/58.
18 грудня 1944 року, перебуваючи поблизу острову Лусон, авіаносець отримав штормові пошкодження та був відправлений у США для ремонту.  
За участь у бойових діях під час Другої світової війни авіаносець «Олтамаго» був нагороджений однією Бойовою зіркою.
Восени 1945 року авіаносець «Олтамаго» брав участь в операції «Чарівний килим» із повернення на батьківщину американських військовослужбовців.
27 вересня 1946 року авіаносець був виведений в резерв. 12 червня 1955 року він був перекласифікований в ескортний вертольотоносець CVHE-18.
1 березня 1959 року «Олтамаго» був виведений зі складу флоту і у 1962 році розібраний на метал в Японії.